# Fantasy of Flight

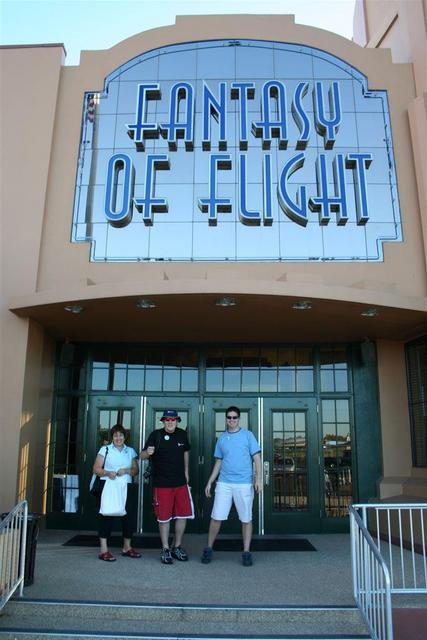
Główne wejście do muzeum

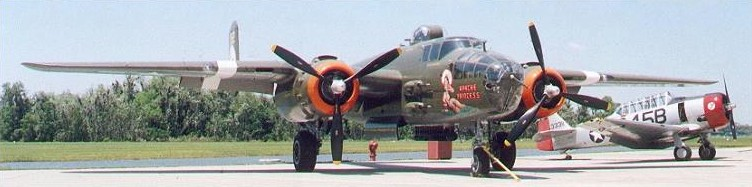
B-25 i T-6

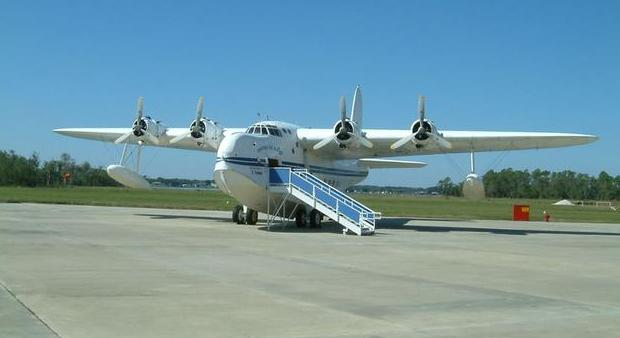
Sunderland

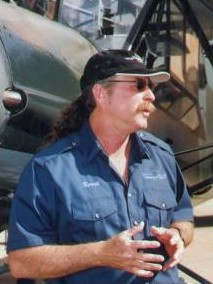
Kermit Weeks

Fantasy of Flight – amerykańskie muzeum lotnictwa, położone w Polk City na Florydzie.
Jest to jedna z największych prywatnych kolekcji samolotów i śmigłowców udostępniona dla publiczności. Właścicielem większości eksponowanych maszyn jest Kermit Weeks, entuzjasta lotnictwa i dwukrotny mistrz USA w akrobacji lotniczej. Najmłodszy prezentowany eksponat to śmigłowiec Hiller Hornet H-32 z 1956 roku. Samoloty prezentowane są w formie statycznej w hangarach jak również w dioramach przedstawiających wybrane wydarzenia z historii lotnictwa. Duża część prezentowanych samolotów pomimo upływu czasu może nadal latać. 
Na terenie muzeum znajdują się następujące maszyny:
- An-2
- Avro Cadet
- North American AT-6D
- Boeing B-17 Flying Fortress
- Douglas B-23 Dragon
- Consolidated B-24 Liberator
- North American B-25 Mitchell N1943J
- B-26 Marauder
- Bachem Ba 349
- Bell 47G
- Bücker Bü 181
- Bücker Bü 131
- Bücker Bü 133 Jungmeister
- F4U Corsair
- Cierva C-30-A
- Curtiss Junior
- Curtiss Model D
- Fieseler Fi 156 Storch
- V-1
- Focke-Wulf Fw 44
- Fokker D.VIII
- Ford Trimotor
- Granville Brothers Aircraft NR77V
- Grumman J2F Duck N1214N
- Grumman F3F
- Grumman F4F Wildcat
- Hiller Hornet
- Lockheed Vega
- Mitsubishi Zero
- Morane A-1
- Morane Block Monoplane
- Norde Stampe
- North American P-51 Mustang
- Piper Cub
- Po-2
- Ryan NYP
- Short Sunderland N814ML
- Standard E-1
- Standard J-1
- Stinson Trimotor
- Supermarine Spitfire N476TE
- Thomas Morse Scout
- Trautman Road Air
- Travel Air 4000